# La Paz (Entre Ríos)
Pour les articles homonymes, voir La Paz (homonymie).
La Paz, est une ville de la province d'Entre Ríos en Argentine, chef-lieu du 
Département de La Paz. Elle se situe au nord-ouest de la province à 512 km de Buenos Aires, sur les bords du Río Paraná.
La ville comptait 24 716 habitants en 2001, en hausse de 49,10 % par rapport à 1991.